# Aleksandr Efimkin
Aleksandr Aleksandrovič Efimkin (in russo Александр Александрович Ефимкин?; Samara, 2 dicembre 1981) è un dirigente sportivo ed ex ciclista su strada russo. Professionista dal 2006 al 2012, vinse una Settimana Ciclistica Lombarda e un Giro di Turchia. Dopo il ritiro è stato direttore sportivo per formazioni russe. Ha un fratello gemello, Vladimir Efimkin, anch'egli ex ciclista.

## Carriera
Nel 2005, seppur ancora Under-23, ottiene una vittoria di tappa al Giro del Portogallo e il secondo posto nella classifica generale della Settimana Ciclistica Lombarda. Passa professionista nel 2006 con la Barloworld, formazione britannica, ma al primo anno fra i pro non consegue successi.
L'anno dopo si afferma in quattro corse vincendo una tappa e la classifica finale del Giro del Capo, corsa sudafricana, e una tappa e la generale della Settimana Ciclistica Lombarda. A luglio partecipa al Tour de France, concludendolo al 99º posto. Nella stagione 2008, sotto contratto con la Quick Step, prende parte al Giro d'Italia ottenendo come miglior piazzamento un terzo posto nella tappa con arrivo al Monte Pora.
Dal 2009 al 2010 milita nell'AG2R La Mondiale, squadra francese del circuito UCI ProTour, mentre nel biennio 2011-2012 è nelle file della formazione Professional statunitense Team Type 1-Sanofi Aventis. Proprio nel 2011 ritorna alla vittoria aggiudicandosi il Presidential Cycling Tour of Turkey.
Conclusa l'attività agonistica nel 2012, nel 2013 assume l'incarico di direttore sportivo alla Helicopters, mentre dal 2014 al 2014 è nello staff tecnico della RusVelo. 

## Palmarès
- 2007 (Team Barloworld, quattro vittorie)

3ª tappa Giro del Capo
Classifica generale Giro del Capo
3ª tappa Settimana Ciclistica Lombarda
Classifica generale Settimana Ciclistica Lombarda
- 2011 (Team Type 1, una vittoria)

Classifica generale Presidential Cycling Tour of Turkey

## Piazzamenti

### Grandi Giri
- Giro d'Italia

2008: 68º
2009: 37º
2010: 19º
- Tour de France

2007: 99º
- Vuelta a España

2009: ritirato (17ª tappa)